# Ka'a Póra
La Ka'a Póra, Caaporá o Caá Porá és una criatura fantàstica de la mitologia guaraní. És una dona fantasma a l'estat de Rio Grande do Sul (Brasil) o un home enorme a la regió mesopotàmica de l'Argentina. Entre els grups no guaranís, rep el nom de Kripandufuá. La Ka'a Póra és representada com una dona que és ama de tots els animals del forest. Si té bones relacions amb un caçador, el pot ajudar en la caça. Si, en canvi, no hi té bona relació, agafa els gossos i els apallissa aprofitant la invisibilitat, cosa que permet a la presa fugir del lloc. En la mitologia guaraní, la Ka'a Póra és un fantasma enorme de la forest, amo i protector dels animals de la forest. S'ajuda a caminar amb un bastó, i fuma amb una pipa feta d'una calavera i una tibia. Pot aparèixer montat sobre un pecarí, l'últim de la baconada la qual és exterminada pels caçadors que deixa idiotitzats o als quals duu altres desgràcies. S'alimenta dels animals perduts ferits pels caçadors. També pot alimentar-se de persones, als quals xucla fins a descartar només els intestins, que deixa tirats per terra.